# Vlastějovice
Vlastějovice (en allemand : Hammerstadt) est une commune du district de Kutná Hora, dans la région de Bohême-Centrale, en République tchèque. Sa population s'élevait à 459 habitants en 2020.

## Géographie
Vlastějovice est arrosée par la Sázava et se trouve à 6 km à l'est-sud-est de Zruč nad Sázavou, à 26 km au sud-sud-ouest de Kutná Hora et à 66 km au sud-est de Prague.
La commune est limitée par Pertoltice au nord, par Bělá, Jedlá et Chřenovice à l'est, par Hněvkovice et Loket au sud, et par Horka II à l'ouest.

## Histoire
La première mention écrite de la localité date de 1305.

## Administration
La commune se compose de huit quartiers :
- Vlastějovice
- Březina
- Budčice
- Kounice
- Milošovice
- Pavlovice
- Skala
- Volavá Lhota